# Frederick Sandys

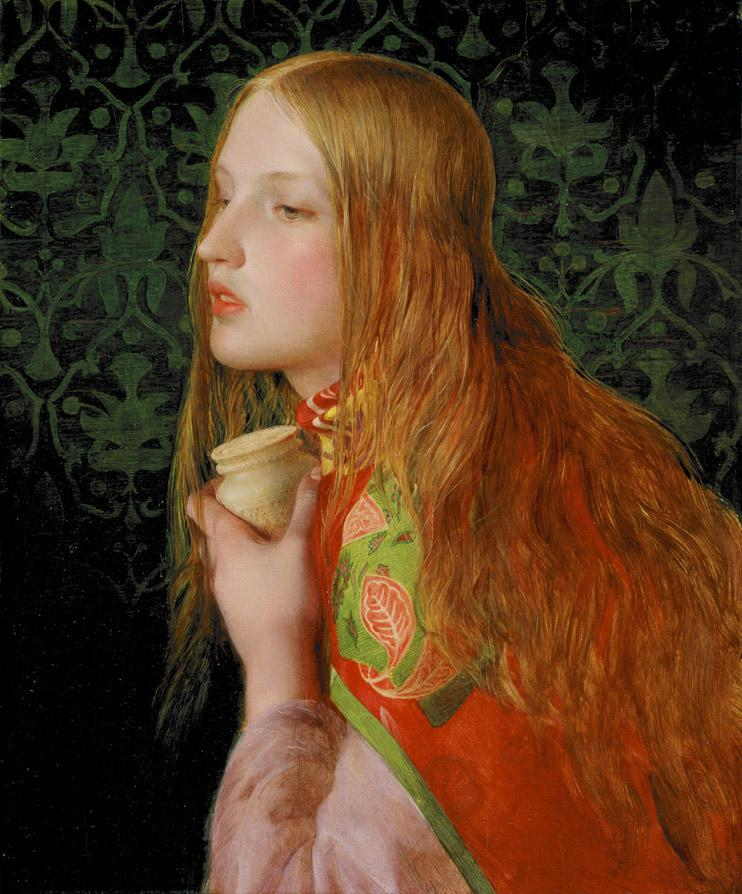
Maria Magdalena – 1860

Frederick Sandys (właściwie Anthony Frederick Augustus Sandys) (ur. 1 maja 1829 w Norwich, zm. 25 czerwca 1904 w Londynie) – brytyjski malarz, rysownik i ilustrator wiktoriański, luźno związany z prerafaelitami.
Poruszał tematykę mitologiczną i portret, był autorem ilustracji do czasopism. Jego najbardziej znane obrazy to Vivien (1863), Morgan le Fay (1864) i Cassandra and Medea (1868).